# 24. juni
24. juni er dag 175 i året i den gregorianske kalender (dag 176 i skudår). Der er 190 dage tilbage af året.
Sankthans dag eller Johannes Døberens dag. Dagen er fastlagt som Johannes Døberens fødselsdag, hvoraf det danske "Hans" kommer.

### Begivenheder
Født - Dødsfald
- 1298 - Fårebrevet træder i kraft på Færøerne.
- 1314 - Robert 1. af Skotland slår englænderne i slaget ved Bannockburn.
- 1340 - Valdemar Atterdag bliver konge af Danmark.
- 1509 - Henrik 8. krones til konge af England.
- 1584 - Grindefangst ved Lítla Dímun på Færøerne registreres som begyndelsen af verdens ældste jagtstatistik.
- 1661 - Frederik 3. udsteder privilegier til de tre stænder. Adelen mister sine politiske beføjelser, og borgerlige får adgang til offentlige embeder.
- 1793 - Frankrig får sin første republikanske forfatning.
- 1812 - En fransk hær på knap en halv million soldater under ledelse af Napoleon Bonaparte indleder sit felttog ind i Rusland. Felttoget ender katastrofalt for Napoleons hær.
- 1853 - Sundhedskollegiet erklærer København for ramt af kolera.
- 1859 - Schweizeren Henri Dunant overværer slaget ved Solferino og oprøres så stærkt over den manglende pleje af de sårede, at han i 1863 tager initiativ til oprettelsen af Internationalt Røde Kors.
- 1901 - Frilandsmuseet ved Lyngby indvies.
- 1901 - Pablo Picasso udstiller for første gang.
- 1922 - Tysklands udenrigsminister Walther Rathenau, der er af jødisk herkomst, myrdes i Berlin af den højre-radikale Organisation Consul.
- 1923 - Pressens Radioavis sendes for første gang over Lyngby Radio.
- 1942 - 100 mennesker på Drejø bliver hjemløse, da hovedparten af øens huse brænder. En tækkemand bankede sin pibe ud, så gnisterne føg i blæsten.
- 1944 - Den nazistisk terrorgruppe Petergruppen bomber om aftenen Tivoli som et modsvar til blandt andet bombningen af Riffelsyndikatet tidligere på måneden. Som vanligt (det var formålet) bliver skylden lagt på danske modstandsgrupper. Befolkningen tror dog ikke på det.
- 1948 - Vestmagterne etablerer en luftbro til Berlin, efter at Sovjetunionen har iværksat en total blokade af byen.
- 1963 - BBC i England præsenterer verdens første hjemmevideo-optager.
- 1968 - Kronprins Frederik døbes i Holmens Kirke.
- 1969 - Med stort flertal siger den danske befolkning nej til at give de 18-årige stemmeret. 445.066 siger ja - 1.638.562 siger nej.
- 1975 - Et amerikansk fly med 124 om bord styrter ned på motorvej nær Kennedy-lufthavnen. 100 omkommer, heriblandt 2 danskere og 16 nordmænd.
- 1983 - Syrien udviser PLO-lederen Yasser Arafat.
- 1983 - Rumfærgen "Challenger" med en besætning på fem - heriblandt 1 kvinde - lander problemfrit i Californien.
- 1984 - Under EM i fodbold i Frankrig taber det danske landshold i semifinalen til Spanien efter straffesparkkonkurrence.
- 1998 - Under VM i fodbold i Frankrig taber Danmark i den sidste indledende kamp 2-1 til Frankrig, men kvalificerer sig alligevel til ottendedelsfinalerne.
- 1998 - De danske myndigheder beder tyskerne foretage strafforfølgning af den danskfødte SS-mand Søren Kam, der er sigtet for terrormord i 1943.
- 2000 - Den norske kronprins Haakon modtager en pris for sin støtte til bøsser og lesbiske.
- 2006 - Hans Andersen vinder det danske speedway-grandprix i Parken.
- 2023 - Lederen af den private paramilitære Wagnergruppe, Jevgenij Prigosjin indstiller sit kortvarige oprør mod Ruslands militære ledelse og stopper sin fremmarch mod Moskva.

### Født
- 1485 - Johannes Bugenhagen, tysk protestantisk reformator (død 1558).
- 1587 - Hans van Steenwinckel den yngre, dansk arkitekt og kunstner (død 1639).
- 1801 - Jørgen Valentin Sonne, dansk maler (død 1890).
- 1842 - Ambrose Bierce, amerikansk forfatter (død ca. 1914).
- 1844 - Hedevig Winther, dansk maler og forfatter (død 1926).
- 1850 - Horatio Kitchener, engelsk feltmarskal (død 1916).
- 1893 - Roy Oliver Disney, amerikansk forretningsmand (død 1971).
- 1895 - Jack Dempsey, amerikansk bokser (død 1983).
- 1911 - Juan Manuel Fangio, argentinsk racerkører (død 1995).
- 1911   - Helga Pedersen, dansk højesteretsdommer og minister (død 1980).
- 1915 - Fred Hoyle, engelsk astronom (død 2001).
- 1916 - William Bart Saxbe, amerikansk senator (død 2010).
- 1929 - Bent Melchior, dansk overrabiner (død 2021).
- 1930 - Claude Chabrol, fransk filminstruktør (død 2010).
- 1935 - Terry Riley, amerikansk komponist og musiker.
- 1939 - Michael Gothard, engelsk skuespiller (død 1992).
- 1943 - Finn Ejnar Madsen, dansk psykolog og oprører (død 2004).
- 1944 - Jeff Beck, engelsk guitarist og sanger (død 2023).
- 1944   - Lasse Ellegaard, dansk journalist.
- 1947 - Peter Weller, amerikansk filmskuespiller.
- 1950 - Asger Reher, dansk skuespiller.
- 1955 - Søren Vesterby, dansk journalist og studievært.
- 1963 - Jascha Richter, dansk musiker og sangskriver i Michael Learns to Rock.
- 1964 - Carl Quist Møller, dansk musiker og fortæller.
- 1969 - Sissel Kyrkjebø, norsk-dansk sangerinde.
- 1971 - Thomas Helveg, dansk fodboldspiller.
- 1972 - Robbie McEwen, australsk cykelrytter.
- 1975 - Sibusiso Zuma, sydafrikansk fodboldspiller.
- 1978 - Luis Garcia, spansk fodboldspiller.
- 1978   - Juan Román Riquelme, argentinsk fodboldspiller.
- 1987 - Lionel Messi, argentinsk fodboldspiller.
- 1992 - David Alaba, østrigsk fodboldspiller.

### Dødsfald
- 1519 - Lucrezia Borgia, italiensk grevinde (født 1480).
- 1742 - Thøger Reenberg, dansk digter (født 1656).
- 1767 - Johan Henrik Freithoff, norsk-dansk violinist, komponist og embedsmand (født 1713).
- 1867 - Paul Andreas Kaald,  norsk kaperkaptajn (født 1784).
- 1949 - Sigurd Orla-Jensen, dansk professor i bioteknisk kemi (født 1870).
- 1973 - Bent Werther, dansk sanger og entertainer (født 1932).
- 1978 - Ahmed al-Ghashmi, nordyemenitisk præsident (født 1941) - attentat.
- 1997 - Brian Keith, amerikansk skuespiller (født 1921).
- 2000 - Vera Atkins, britisk officer (født 1908).
- 2007 - Natasja Saad, Dansk rapper(toaster) (født 1974) - bilulykke.
- 2009 - Karin-Lis Svarre, dansk journalist (født 1946).
- 2011 - Tomislav Ivić, kroatisk fodboldspiller (født 1933).
- 2012 - Miki Roqué, spansk fodboldspiller (født 1988).
- 2012 - Asta Esper Hagen Andersen, dansk skuespillerinde (født 1919).
- 2013 - Emilio Colombo, italiensk politiker (født 1920).
- 2014 - Eli Wallach, amerikansk skuespiller (født 1915).

|  | Denne datoartikel kan blive bedre, hvis der indsættes et (bedre) billede Du kan hjælpe ved at afsøge Wikimedia Commons for et passende billede eller uploade et godt billede til Wikimedia Commons iht. de tilladte licenser og indsætte det i artiklen. |